# Œdomètre

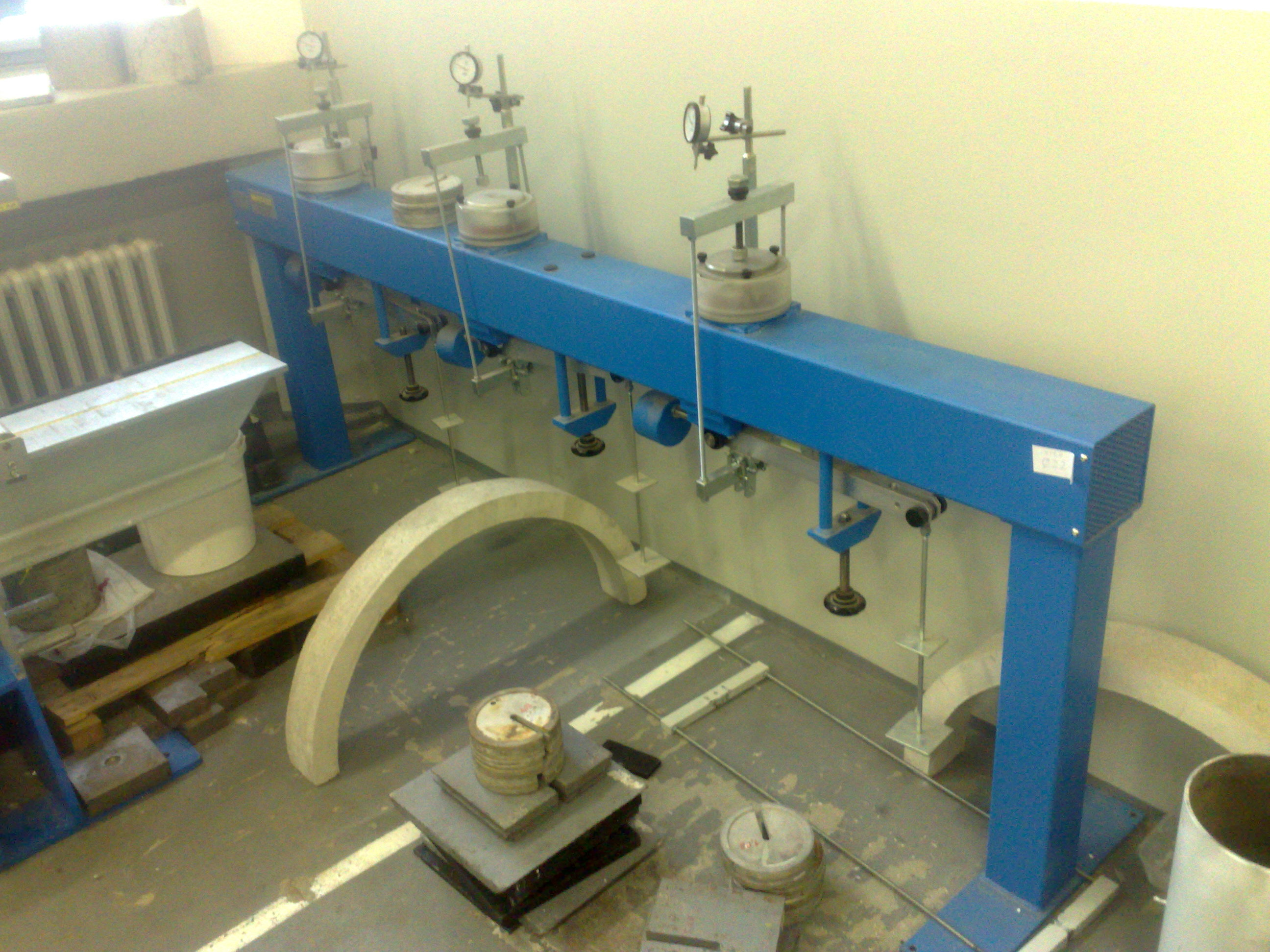
Trois œdomètres en cours d'essai (posés sur la traverse horizontale de la potence bleue).

L’œdomètre est un appareil de laboratoire utilisé en géotechnique. Cet appareil permet de mesurer le tassement d’un échantillon de sol (intact de préférence) sous un effort donné, et son gonflement au cours du déchargement des efforts soumis auparavant. L'opération de chargement et déchargement s'effectue par paliers et elle est chronométrée, afin d’en déterminer les propriétés mécaniques lors de calculs de mécanique des sols.

## Principe
Les essais œdométriques permettent de simuler le tassement et le drainage unidimensionnel des sols : à cette fin, un échantillon de sol est placé dans une boîte aux parois extrêmement rigides, pour que les déformations latérales soient négligeables. Une couche drainante formée de graves recouvre l'échantillon : le drainage ne pourra ainsi s’effectuer, dans l'expérience qui suit, que verticalement, par le haut. Enfin, pour reproduire au plus près une compression purement verticale, on s'assure que le rapport hauteur-diamètre de l'échantillon est d'au plus 1 pour 3. Comme le phénomène de consolidation suppose un drainage continu du sol, il est important que l'échantillon ne soit jamais entièrement sec.

## Histoire
Les premières expériences de consolidation furent menées en 1910 par Jean Frontard (1884-1962) : il plaçait un échantillon de 5 cm d'épaisseur et de 35 cm de diamètre dans une boîte en fonte percée d'un trou à sa base. Puis il chargeait progressivement cet échantillon par un piston, s'assurant de l'équilibre à chaque étape. Pour éviter la deshydratation complète de l'échantillon, l'expérience était menée dans une pièce saturée en humidité.
Karl von Terzaghi entreprit ses recherches sur le phénomène de consolidation au Collège Robert d'Istamboul en 1919 : c'est ainsi qu'il développa sa propre théorie, publiée en 1936.

## Classification des sols
La classification des sols est la suivante : 
- sol tassant, très tassant ou non ;
- sol peu gonflant, gonflant[3] ou très gonflant.